# إرنست كرايغ
إرنست كرايغ (بالإنجليزية: Ernest Craig)‏ هو سياسي بريطاني (وحمل سابقاً جنسية المملكة المتحدة لبريطانيا العظمى وأيرلندا)، ولد في 1859، وتوفي في 9 أبريل 1933. حزبياً، نشط في حزب المحافظين. في الانتخابات الفرعية في مجلس العموم البريطاني ‏، انتخب عضو برلمان المملكة المتحدة الـ30 عن دائرة Crewe (UK Parliament constituency) ‏ (26 يوليو 1912 – 25 نوفمبر 1918) وفي الانتخابات العامة في المملكة المتحدة 1924 ‏، انتخب عضو برلمان المملكة المتحدة الـ34 عن دائرة Crewe (UK Parliament constituency) ‏ (29 أكتوبر 1924 – 10 مايو 1929).